# Людвік Марек

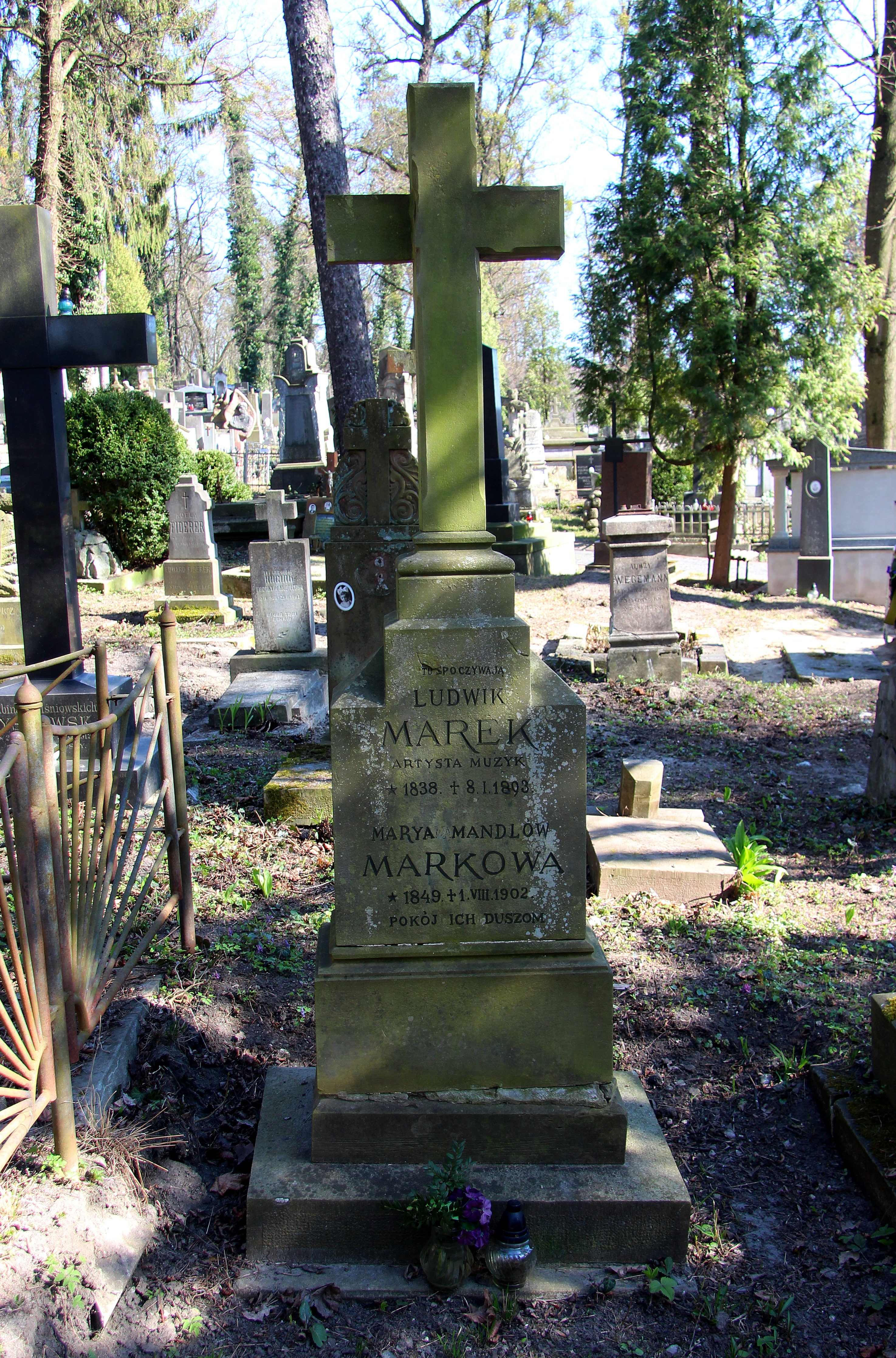

Людвік Марек (1838 -1893)  , (пол. Ludwik Marek) — львівський піаніст, чех за походженням. Учень Кароля Мікулі.

## Життєпис і діяльність
Народився у 1837 році в Тернополі, батько був відомим чеським музикантом .
Гастролював Австрією, Угорщиною, Росією, Румунією та Польщею, навчався на студіях віртуоза фортепіано Ференца Ліста у місті Ваймар.
Заснував у Львові приватну музичну школу, де навчали фортепіано, вокалу і драматичному мистецтву, заклав осередок продажу, ремонту і прокату музичних інструментів (насамперед піаніно і роялів провідних європейських фірм). Очолиював музичне товариство «Гармонія» з оркестром і музичними класами при ньому.
До Львова він повернувся переконаним «лістіанцем», що засадничо суперечило естетиці виконання в шопенівському стилі, якої достимувався Кароль Мікулі. Як пише музикознавець Роксоляна Гавалюк: «Львівська публіка розділилась за вподобаннями на два конкуруючі табори, а їх очільники — Мікулі і Марек, опинились в центрі справжніх навколомузичних пристрастей».
Хвороба серця змусила діяча перервати діяльність і піаніст помер 1893 року на 57-му році життя. Прощання з музикантом відбувалось у храмі монастиря оо. Бернардинів (теперішня церква св. Андрія).
Ім'я Л. Марека в післявоєнний час майже забулося, фігуруючи лише у вузькоспеціалізованих дослідженнях. Та й пошуки могили Л. Марека виявилися не такими простими: чимало плит вкрилося суцільним шаром моху та плюща, надписи на багатьох майже стерлися. Не давали результатів звертання по додаткову інформацію до музею цвинтаря, до низки дослідників Личаківського некрополя, екскурсоводів, знавців-ентузіастів. Прохання про допомогу в пошуку та про діяльність Л. Марека було подано також до консульства Чехії у Львові. Численні спроби «прочісування» поля протягом двох років залишалися безрезультатними до минулого тижня.
Щасливу крапку у пошуках поставив дзвінок директора музею, якому до рук потрапила картка з описом поховання та переліком сусідніх захоронень. За цими орієнтирами відомий львівський некрополіст Ігор Мончук з легкістю встановив заповітний об’єкт пошуку. 
Людвік Марек та його дружина Марія поховані на 13 полі Личаківського цвинтаря. Нещодавно надгробок  відремонтований дирекцією музею "Личаківський цвинтар".